# Well (Limburg)
Well is een woonkern van de Nederlands-Limburgse gemeente Bergen. Het kerkdorp telt 2.445 inwoners (1 januari 2023).

## Etymologie
In 1251 werd dit dorp aan de Maas voor het eerst vernoemd als Welle toen Mechtildis, weduwe van Geysteren, en haar zoon Ludolphus van Straelen, een grondrente ten laste van goederen te Elster in de parochie Well schonken aan het klooster Bethlehem te Doetinchem. De naam betekent 'wal' of 'aanlegplaats'. Hoe het voor die tijd heette is niet duidelijk. In ieder geval is de heerlijkheid ouder dan 1251. Zonder de Maas is Well ondenkbaar. Het ontstaan heeft te maken met het feit dat men hier gemakkelijk de Maas kon oversteken. Dit komt doordat de rivier bij Well een bocht maakt. Daar stroomt de Maas niet van zuid naar noord, maar van oost naar west. De stroming van de rivier, in combinatie met de meestal uit het westen waaiende wind, maakte de kans op afdrijven bij een oversteek gering. Daarom kwam hier een overzet- en aanlegplaats.

## Geschiedenis

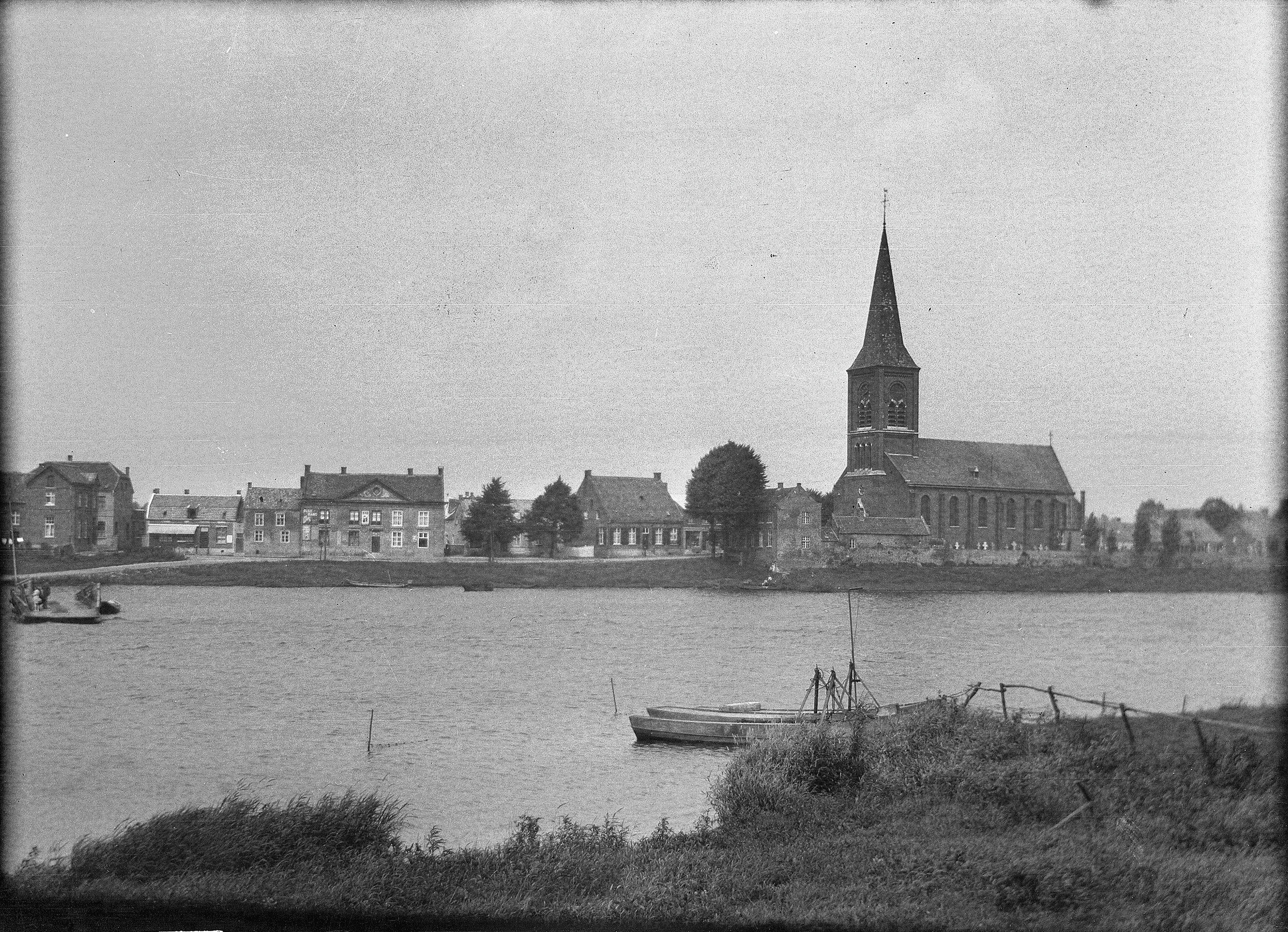
Het oude Well aan de Maas. De kerk met vroeg 17e-eeuwse delen werd in WOII zwaar beschadigd en de toren verwoest.

In voornoemde akte van 1251 staat dat Welle een parochie is en dus al een kerk had. Feit is wel dat de Sint-Vitusabdij op 25 juli 1321 -blijkens een akte van kerkgift- eigenaar van de Sint-Vituskerk blijkt te zijn, die daarna steeds de naam van die heilige gedragen heeft. 
In de Tachtigjarige Oorlog werd Well een vestingstadje omgeven met een aarden wal, zoals vermeld in 1591. Aan de overkant van de rivier de Maas werden kort daarop twee schansen aangelegd om de rivier van beide kanten voor scheepvaartverkeer van de vijand af te kunnen sluiten. De wal liep in ieder geval rond de kerk, maar onbekend is hoe groot die verder was. Door de strijd en beschietingen verliet de bevolking het plaatsje en keerde enkele jaren later in 1597 terug om het weer op te bouwen. Zo was de kerk in 1607 weer opgebouwd, echter zonder de kapotgeschoten en verder afgebroken toren. Ook het kasteel werd weer opgebouwd met een nieuwe tiendschuur uit 1609. De aarden wal en de schansen zijn kort daarop geslecht, mede doordat de stad Venlo geen concurrentie wenste van een versterkt havenstadje.
Well behoorde bij het Overkwartier van Gelre en vanaf 1648 bij Spaans Opper-Gelre. Tijdens de Spaanse Successieoorlog werd het in 1704 door Pruisische troepen bezet, en in 1713 kwam het officieel aan Pruisen. Op Grotestraat 37 kwam hun tolkantoor voor het Maasverkeer. Dit bleef zo als deel van Pruisisch Opper-Gelre tot aan de Napoleontische tijd. In 1815 werd het bij het Koninkrijk der Nederlanden gevoegd.
Tot 1794 was het een zelfstandige "heerlijckheid Well-Bergen", waar ook Aijen bij hoorde. In 1800, ten tijde van de Franse overheersing, werd Well ingedeeld bij de gemeente Bergen.
Well werd tijdens de Tweede Wereldoorlog gedurende eind 1944 en begin 1945 zwaar beschadigd ten gevolge van oorlogshandelingen.
De archieven van de schepenbank (vanaf 1573) én de Doopregisters (vanaf 1699), Trouwregisters (vanaf 1704) en de Overlijdensregisters (vanaf 1725) worden in het Rijksarchief te Maastricht bewaard.

## Bezienswaardigheden
- Sint-Vituskerk uit 1958.
- Kasteel Well
- Sint-Barbarakapel, kapelruïne bij het kasteel
- Sint-Rochuskapel te Kamp
- Restanten oude Sint-Vituskerk met muur, kerkhof en nieuwere kerkhofkapel
- Kerkhofkapel Calvarieberg
- Sint-Vituskapel
- Mariakapel aan de Weideweg uit 1660

Zie ook:
- Lijst van rijksmonumenten in Well (Limburg)
- Lijst van gemeentelijke monumenten in Well (Limburg)

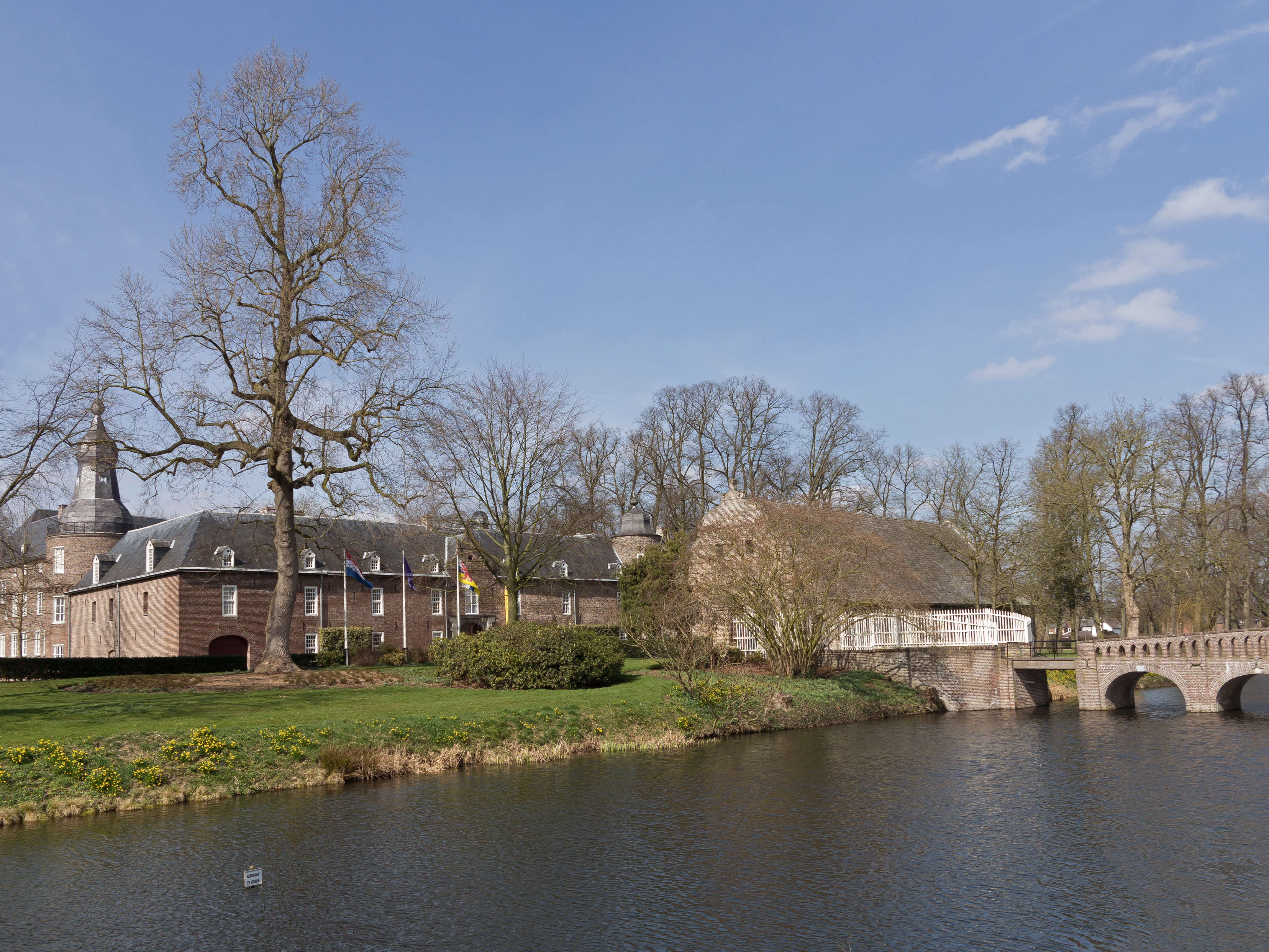
Kasteel Well
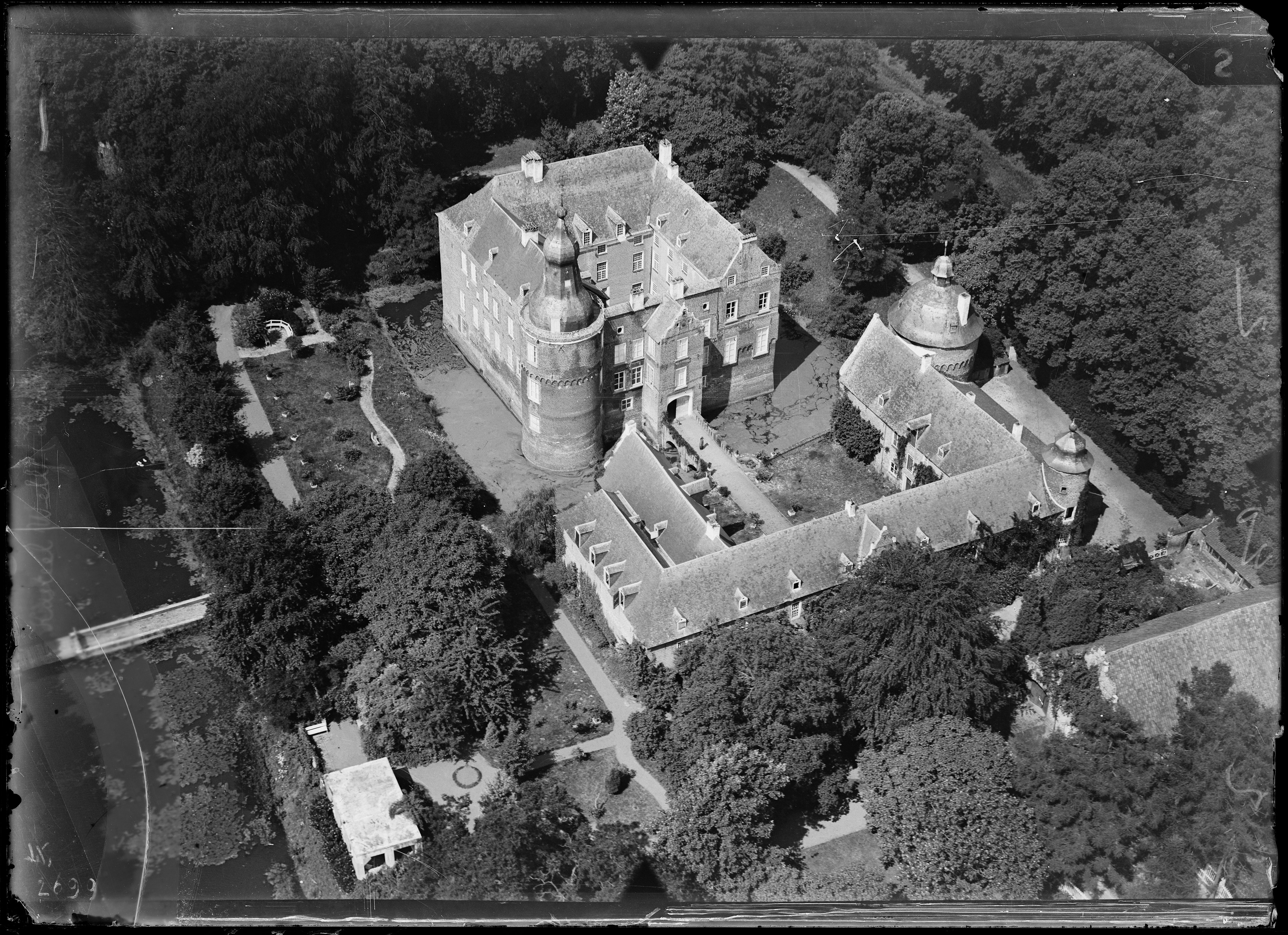
Luchtfoto van Kasteel Well
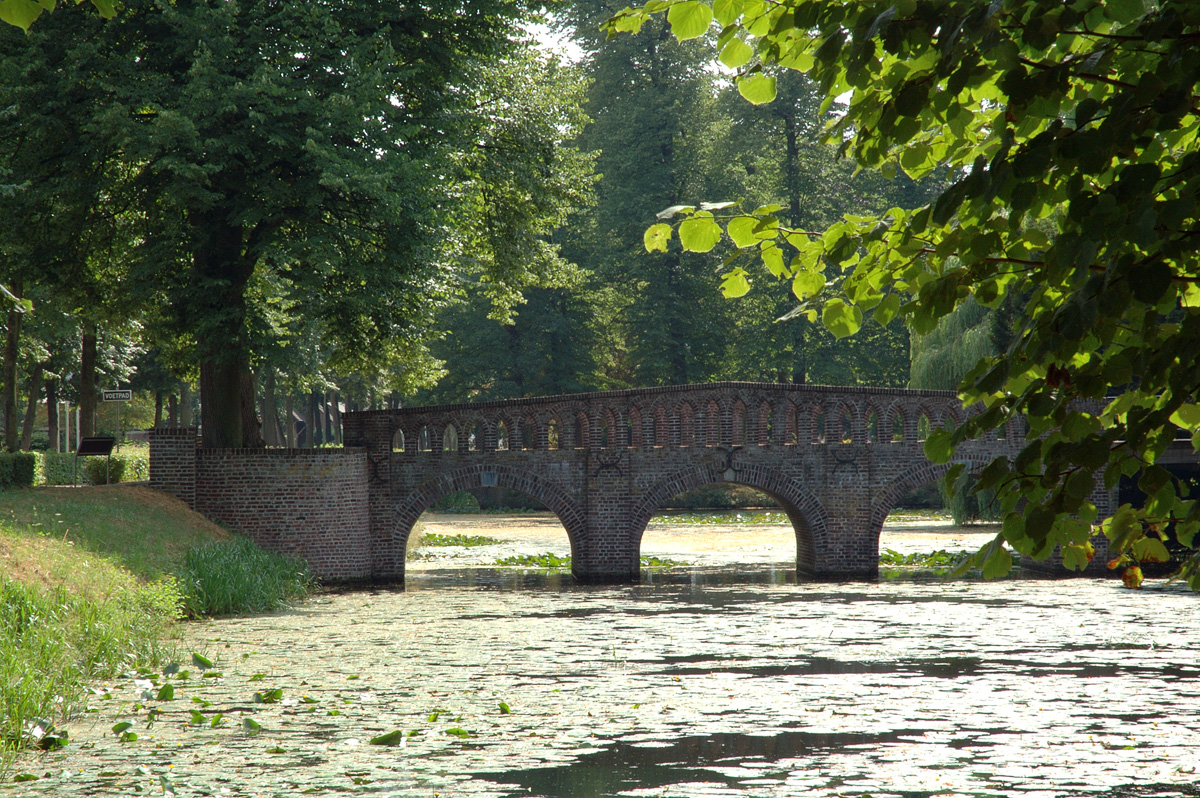
Gracht bij Kasteel Well
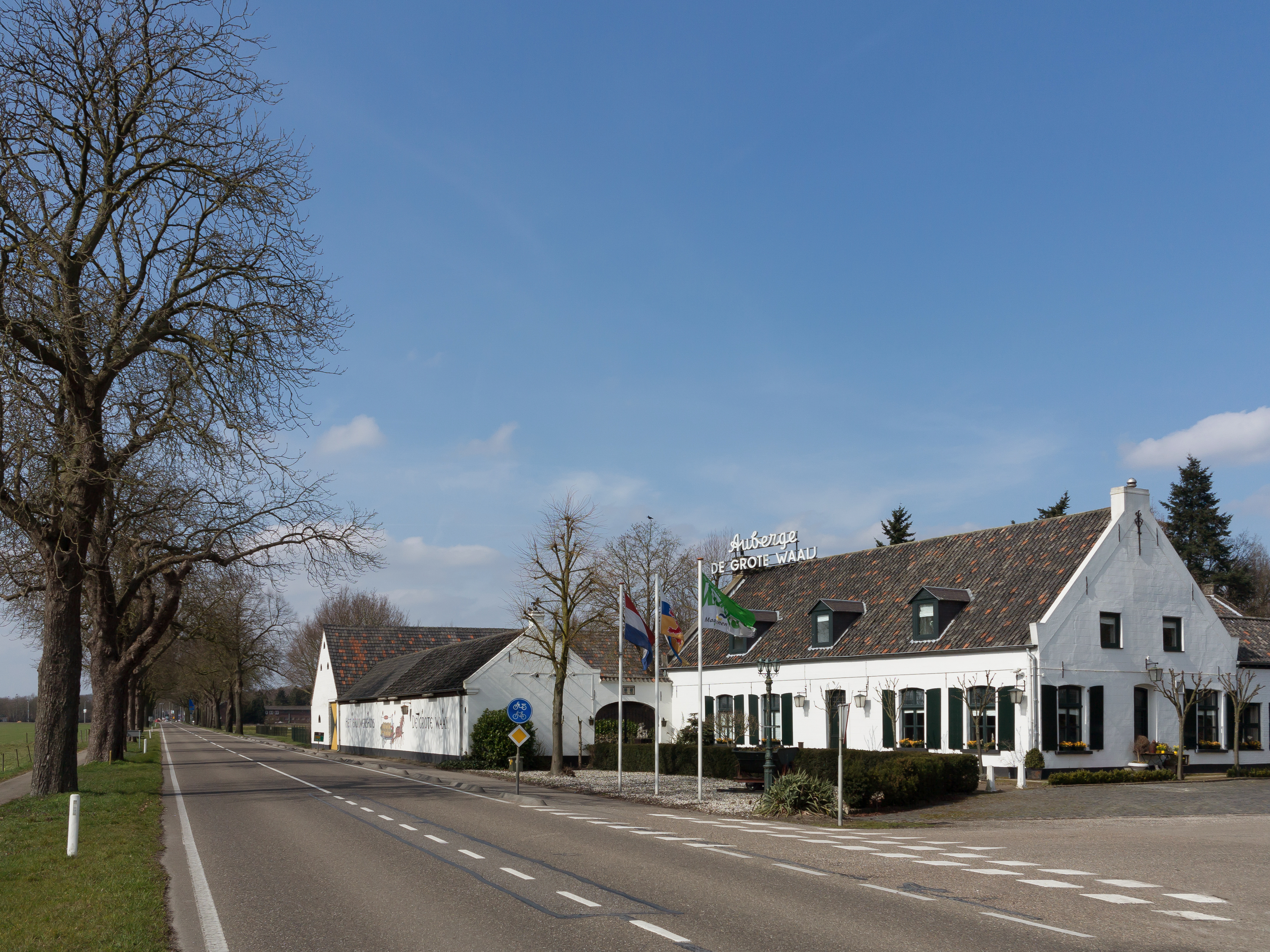
Auberge de Grote Waaij
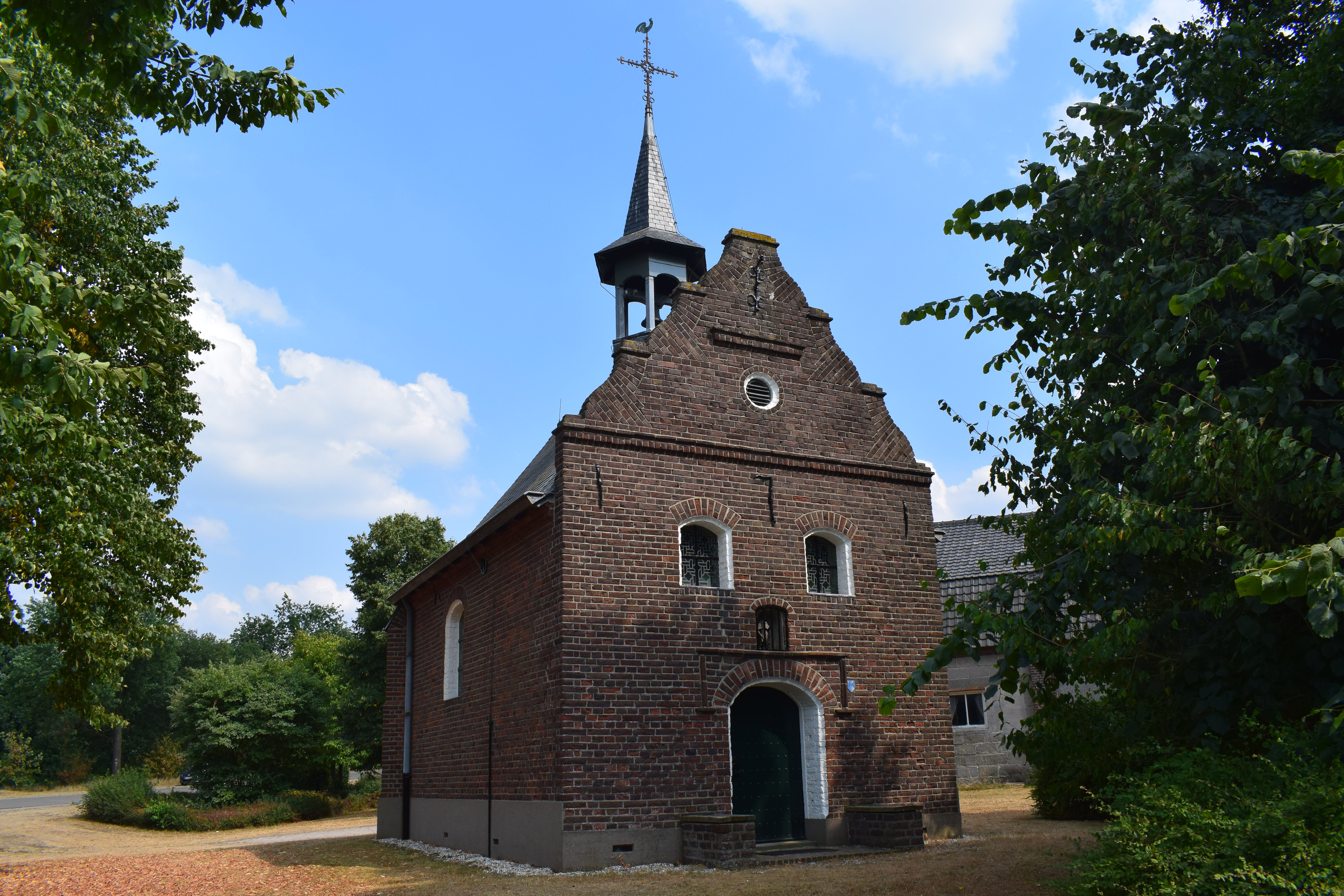
Sint Rochuskapel
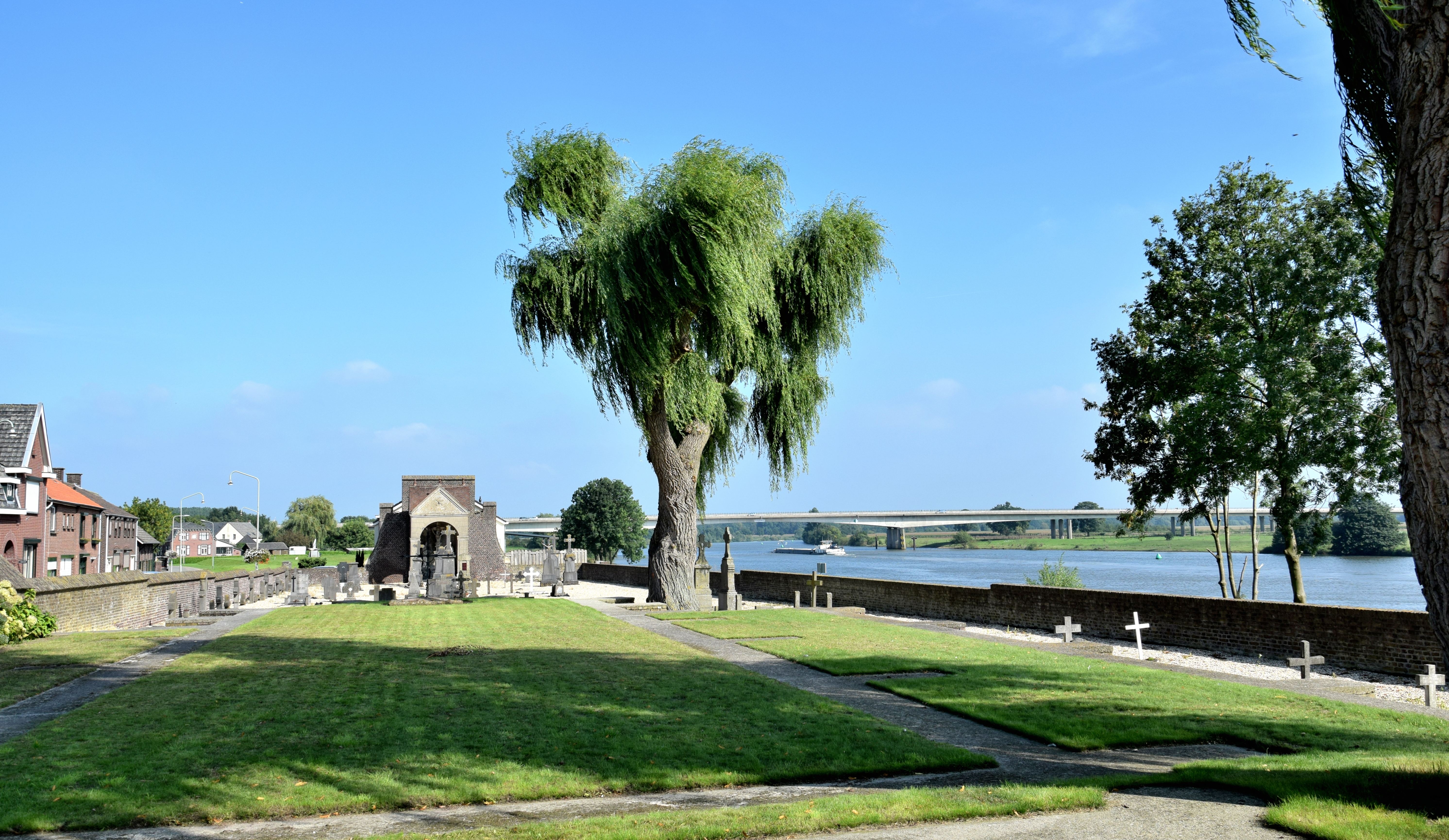
Historisch kerkhof

## Wapen van Well

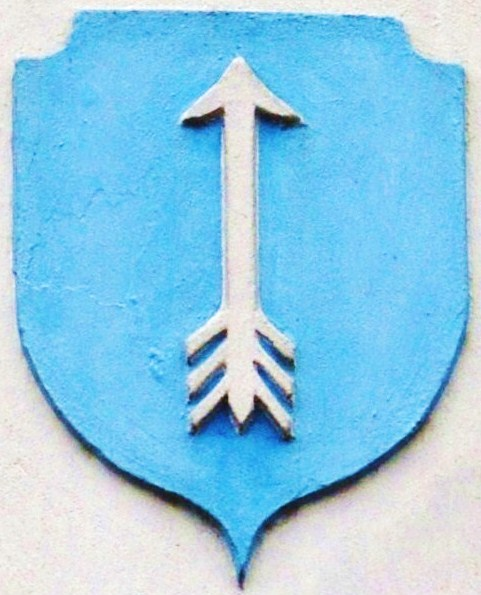
Wapen van Well

Het gerecht van Well wordt al op 22 januari 1363 genoemd. De vermelding van schepenen volgt op 12 juni 1368. Deze schepenbank omvatte in ieder geval vanaf de zestiende eeuw ook Bergen. Het wapen van de schepenbank wordt voor het eerst genoemd in 1449 en vertoont een wapenschild op een azuurblauw veld met een zilveren pijl, die naar boven is gericht.
Het wapen is ontleend aan de eerste familie die hier rechten had en vermoedelijk ook het kasteel bouwde, namelijk de Voogden van Straelen en die stad voerde ook dit wapen.

## Natuur en landschap
Well ligt op de rechter Maasoever op een hoogte van ongeveer veertien meter. Ten westen van Well ligt het 35 hectare grote natuurgebied De Band in het winterbed van de Maas dat fungeert als hoogwatergeul. Voorbij de duingordel lag vroeger een hoogveengebied, dat begin 20e eeuw werd ontgonnen tot grootschalig landbouwgebied, het Wellsmeer genaamd. Ten noordoosten van Well ligt het Nationaal Park De Maasduinen op zandig rivierduin met hoogten tot meer dan 32 meter. Daar liggen de Bosserheide en de Wellse Heide. Aan het Reindersmeer ligt het in 2012 geopende bezoekerscentrum 'De Maasduinen'.

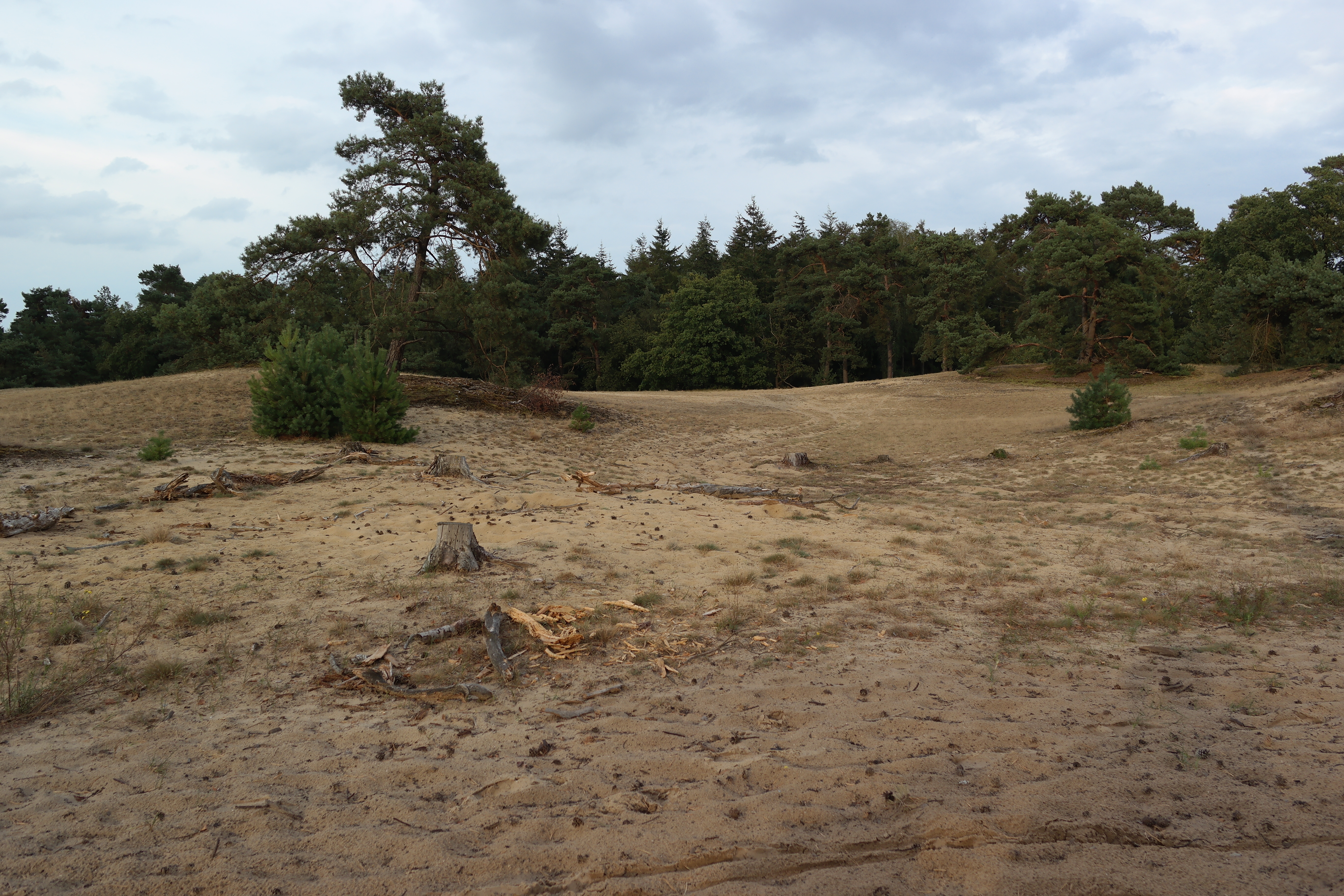
Bosserheide
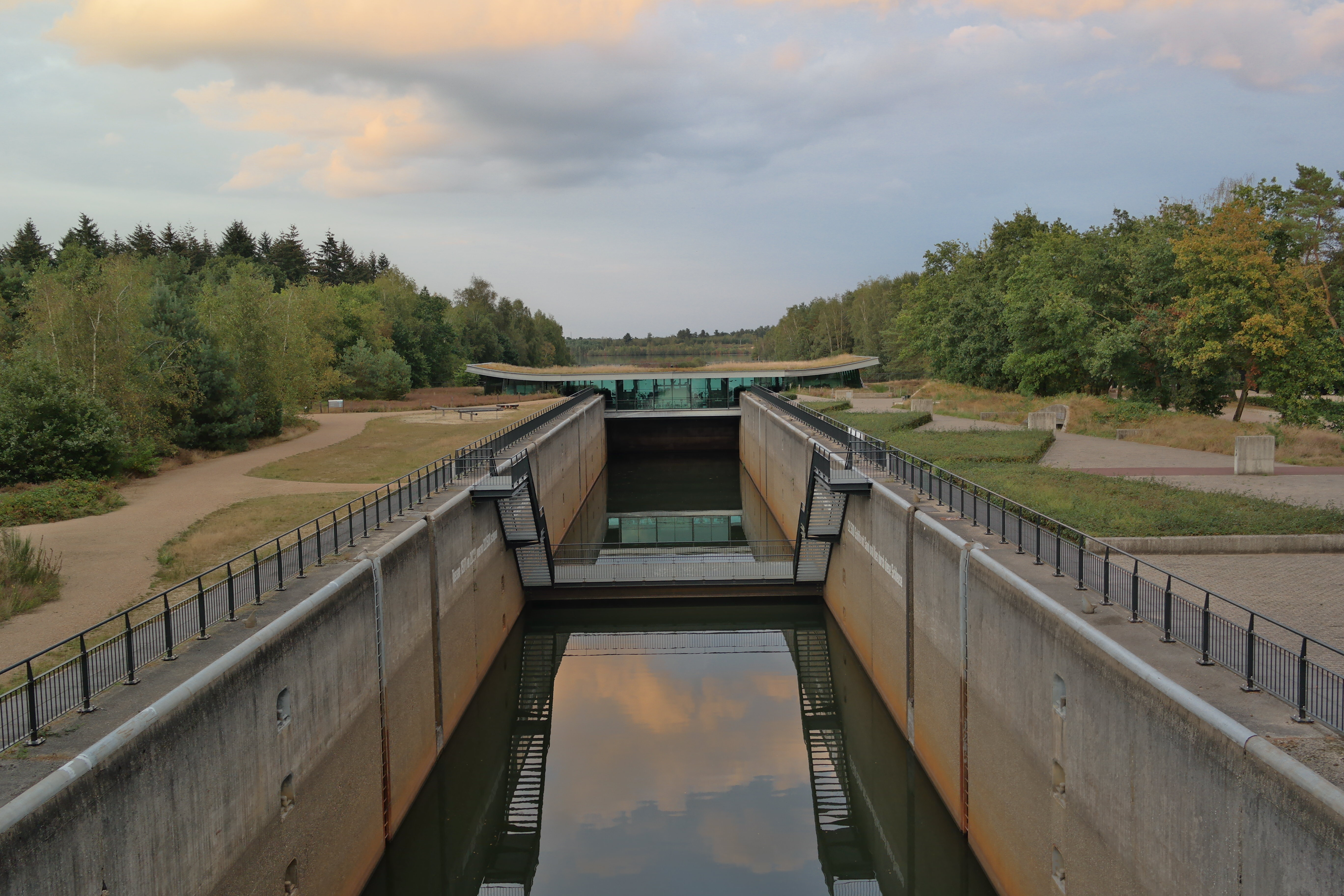
Bosbrasserie in de Sluis

## Voorzieningen
Well beschikt over diverse campings, B&B, het Michelin sterrenrestaurant 'Brienen aan de Maas' en het in 2010 geopende multifunctioneel centrum 'De Buun'.

## Bekende inwoners
- Elbert Franssen, componist en kerkmusicus met internationale faam. Elbertus Joseph Franssen *Well 14-07-1873 †Roermond 28-05-1950. Zowel in Roermond als in Well is een straat naar hem vernoemd.
- Leo Peters *Well 08-07-1900. Leonard Antoon Hubert Peters was o.a. Gouverneur van de Nederlandse Antillen van 01-07-1948 tot 30-03-1951.  In 1951 en 1952 was hij Minister van Uniezaken en Overzeese Rijksdelen in het eerste kabinet Drees. Tijdens zijn bewind als minister vestigden zich 12.000 Molukkers in Nederland. Burgemeester van Bergen op Zoom van 1952-1965, alwaar hij overleed op 05-04-1984.

- Ymo Hartzema, drager van de Amerikaanse militaire onderscheiding Legion of Honor Bronze Medallion of The Chapel of Four Chaplains. Deze werd hem in oktober 2021 toegekend voor zijn optreden als soldaat in onder meer Bosnië en Uruzgan, maar bovenal voor zijn inzet voor veteranen.
- Willem Janssen professioneel voetballer bij VVV, FC Twente en FC Utrecht. Bij die laatste club is hij meerdere jaren aanvoerder.
- Willem Letemahulu (1957), professioneel voetballer vooral actief in Frankrijk.

## Nabijgelegen kernen
Wellerlooi, Aijen, Bergen en Nieuw Bergen.
Het langgerekte dorp Well grenst aan de overkant van de Maas aan Blitterswijck, Wanssum, Geijsteren en Maashees